# María Elena Döering
Pour l’article homonyme, voir Doering.
María Helena Doering, née María Helena Doering Monsalve le 16 novembre 1962 à Santiago de Cali, est une actrice et mannequin colombienne.

## Filmographie
- 1991 : Casa Vianello (série télévisée) : Lucia
- 1993 : La maldición del paraíso (série télévisée)
- 1993 : Crónicas de una generación trágica (mini-série) : Magdalena Ortega
- 1994 : Las aguas mansas (série télévisée) : Melissa Ferrer
- 1996 : La viuda de Blanco (série télévisée) : Alicia Guardiola
- 2001 : Luzbel esta de visita (série télévisée) : Elsa Estrada de Franco
- 2002 : Milagros de amor (série télévisée) : Catalina Pizarro de Hannsen
- 2002 : La Venganza (série télévisée) : Helena Fontana
- 2004 : Te Voy a Enseñar a Querer (série télévisée) : Isabel de Méndez
- 2004 : La saga: Negocio de familia (série télévisée) : Marlene Romero de Manrique (âgée)
- 2005 : Decisiones (série télévisée)
- 2005 : Rosario Tijeras : la maman d'Antonio
- 2005 : Mi abuelo, mi papá y yo : Esperanza Arias
- 2006 : Hasta que la plata nos separe (série télévisée) : Rosaura Suárez
- 2006 : Las cartas del gordo : Doña Maria Elena
- 2007 : Victoria (série télévisée) : Helena de Cárdenas
- 2009 : El penultimo beso (série télévisée) : Lupe Preciado de Izquierdo
- 2010 : Bella Calamidades (série télévisée) : Lorenza Cardona de Machado
- 2010-2011 : La Pola (série télévisée) : Eusebia Caicedo de Valencia
- 2011 : El escritor de telenovelas : Anabella
- 2012 : Pobres Rico (série télévisée) : Ana María Fernández de Rico
- 2012 : Lynch (série télévisée) : Priscila
- 2013-2015 : Cumbia Ninja (série télévisée) : Luisa
- 2015 : La luciérnaga : Mercedes